# Шарл-Огистен де Кулон
Шарл-Огистен де Кулон (фр. Charles-Augustin de Coulomb; Ангулем, 14. јун 1736. — Париз, 23. август 1806) је био француски физичар. Најпознатији је по откривању законитости у електротехници, која је названа Кулонов закон а којим је дефинисана електростатичка сила привлачења и одбијања. У међународном систему СИ јединица за наелектрисање носи име по њему – кулон (C).

## Истраживачки рад
У својим мемоарима из 1784. године под насловом „Теоријска истраживања и експериментисање торзије и еластичности металне жице” (фр. Recherches théoriques et expérimentales sur la force de torsion et sur l'élasticité des fils de metal) изнео је резултате својих експеримената торзионих сила металних жица у погледу равнотеже торзије. Његов резултат је:
"тренутак обртног момента је, за жице од истог метала, пропорционалан торзионом углу, четвртом степену пречника и обрнуто пропорционалан дужини жице."